# Huacas
Huacas var hos folket i Inkariket i Peru både ordet för något man vördade (till exempel anfäder eller gudar) och namnet på de tempel där de tillbads. Det vördade kunde vara olika naturobjekt, som till exempel ett berg. Conquistadorerna utökade ordets betydelse till alla äldre byggnader.
Erövrarna ansåg att inkafolkets gudar var lägre stående än deras egen och kunde lätt förstöra gudabilder, men det var svårare att förstöra berg.